# Luís Martins (football, 1992)
Pour les articles homonymes, voir Martins et Luís Martins.
Luís Martins, de son nom complet Luís Carlos Ramos Martins, est un footballeur portugais né le 10 juin 1992 à Lamego. Il joue au poste d'arrière gauche.

## Biographie
Il est finaliste de la Coupe du monde des moins de 20 ans 2011 avec le Portugal.

## Palmarès

### En sélection
- Finaliste de la Coupe du monde des moins de 20 ans en 2011